# Masters de golf de 2025
Navigation
Masters 2024 Masters 2026
Le Masters 2025 est la 89e édition du Masters qui se dispute annuellement à l'Augusta National Golf Club situé dans la ville d'Augusta dans l'État de Géorgie aux États-Unis. Il est dans le calendrier le premier des quatre tournois majeurs annuels reconnus par les trois principaux circuits professionnels (le PGA Tour, le DP World Tour et le Japan Golf Tour), suivent l'Open américain, l'Open britannique et le Championnat de la PGA.

## Qualifications
Le Masters a la particularité de rester officiellement un tournoi majeur sur invitation, cependant il y a un processus de qualification défini. En théorie, le club peut refuser tout participant qualifié. Lors de cette édition 2025, 95 golfeurs ont reçu leur invitations.

### Différentes catégories de qualifications 2025
Les golfeurs invités doivent remplir au moins une de ces conditions :
- Les anciens vainqueurs du Masters.
- Les cinq derniers vainqueurs de l'Open américain, de l'Open britannique et du Championnat de la PGA.
- Les cinq derniers vainqueurs du Players Championship.
- Le champion olympique en titre.
- Les deux premiers du Championnat de golf amateur des États-Unis 2024.
- Le vainqueur du Championnat de golf amateur de Grande-Bretagne 2024.
- Le vainqueur du Championnat de golf amateur Asie-Pacifique 2024.
- Le vainqueur de Championnat de golf Amérique latine 2024.
- Le vainqueur de l'US Mid-Amateur 2024.
- Le vainqueur du championnat de la NCAA 2024.
- Les douze premiers du Masters 2024.
- Les quatre premiers de l'Open américain, de l'Open britannique et du Championnat de la PG 2024.
- Les vainqueurs sur les tournois du PGA Tour entre le Masters 2024 et 2025.
- Les golfeurs qualifiés au Tour Championship 2024.
- le top 50 de l'Official World Golf Ranking au 31 décembre 2024.
- le top 50 de l'Official World Golf Ranking au 1er avril 2025.
- Des invités internationaux

95 golfeurs ont reçu une invitation aux Masters 2025.

## Liste des participants
| Critères                                                                  | Participants        | Participants            | Participants        | Participants     |
| ------------------------------------------------------------------------- | ------------------- | ----------------------- | ------------------- | ---------------- |
| anciens vainqueurs du Masters                                             | Ángel Cabrera       | Fred Couples            | Sergio García       | Dustin Johnson   |
| anciens vainqueurs du Masters                                             | Zach Johnson        | Bernhard Langer         | Hideki Matsuyama    | Phil Mickelson   |
| anciens vainqueurs du Masters                                             | José María Olazábal | Jon Rahm                | Patrick Reed        | Scott Scheffler  |
| anciens vainqueurs du Masters                                             | Charl Schwartzel    | Adam Scott              | Jordan Spieth       | Bubba Watson     |
| anciens vainqueurs du Masters                                             | Mike Weir           | Daniel Willett          |                     |                  |
| Cinq derniers vainqueurs de l'Open américain                              | Wyndham Clark       | Bryson DeChambeau       | Matthew Fitzpatrick |                  |
| Cinq derniers vainqueurs de l'Open britannique                            | Brian Harman        | Collin Morikawa         | Xander Schauffele   | Cameron Smith    |
| Cinq derniers vainqueurs du Championnat de la PGA                         | Brooks Koepka       | Justin Thomas           |                     |                  |
| Cinq derniers vainqueurs du Players Championship                          | Rory McIlroy        |                         |                     |                  |
| Vainqueur et finaliste du Championnat de golf amateur des États-Unis 2024 | José Luis Ballester | Noah Kent               |                     |                  |
| Vainqueur de Championnat de golf Amérique latine 2024                     | Justin Hastings     |                         |                     |                  |
| Vainqueur de l'US Mid-Amateur 2024                                        | Evan Beck           |                         |                     |                  |
| Vainqueur du championnat de la NCAA 2024                                  | Hiroshi Tai         |                         |                     |                  |
| Top 12 du Masters 2024                                                    | Ludvig Åberg        | Cameron Davis           | Tommy Fleetwood     | Tyrrell Hatton   |
| Top 12 du Masters 2024                                                    | Matthieu Pavon      | Adam Schenk             | Cameron Young       | Will Zalatoris   |
| Top 4 des trois autres tournois majeurs 2024                              | Patrick Cantlay     | Thomas Detry            | Tony Finau          | Billy Horschel   |
| Top 4 des trois autres tournois majeurs 2024                              | Viktor Hovland      | Thriston Lawrence       | Justin Rose         |                  |
| Vainqueur d'un tournoi PGA depuis le Masters 2024                         | Keegan Bradley      | Brian Campbell          | Rafael Campos       | Nico Echavarría  |
| Vainqueur d'un tournoi PGA depuis le Masters 2024                         | Austin Eckroat      | Harris English          | Russell Henley      | Joe Highsmith    |
| Vainqueur d'un tournoi PGA depuis le Masters 2024                         | Patton Kizzire      | Robert MacIntyre        | Matt McCarty        | Maverick McNealy |
| Vainqueur d'un tournoi PGA depuis le Masters 2024                         | Taylor Pendrith     | James Tyree Poston      | Aaron Rai           | Davis Riley      |
| Vainqueur d'un tournoi PGA depuis le Masters 2024                         | Nick Taylor         | Davis Thompson          | Min Woo Lee         | Jhonattan Vegas  |
| Vainqueur d'un tournoi PGA depuis le Masters 2024                         | Kevin Yu            |                         |                     |                  |
| Golfeurs qualifiés au Tour Championship 2024                              | An Byeong-hun       | Christiaan Bezuidenhout | Akshay Bhatia       | Sam Burns        |
| Golfeurs qualifiés au Tour Championship 2024                              | Tom Hoge            | Im Sung-jae             | Chris Kirk          | Shane Lowry      |
| Golfeurs qualifiés au Tour Championship 2024                              | Sahith Theegala     |                         |                     |                  |
| Top 50 mondial au 31/12/2024                                              | Corey Conners       | Jason Day               | Nick Dunlap         | Lucas Glover     |
| Top 50 mondial au 31/12/2024                                              | Max Greyserman      | Rasmus Højgaard         | Tom Kim             | Denny McCarthy   |
| Top 50 mondial au 31/03/2025                                              | Daniel Berger       | Laurie Canter           | Stephan Jäger       | Michael Kim      |
| Top 50 mondial au 31/03/2025                                              | J. J. Spaun         |                         |                     |                  |
| Invitations                                                               | Nicolai Højgaard    | Joaquín Niemann         |                     |                  |

## Déroulement du tournoi
Le Masters se joue sur quatre jours avec un parcours quotidien de 18 trous. Au total, les golfeurs ayant passé le cut auront disputé 72 trous (sans compter les play-offs). Au deuxième jour, les 44 premiers ou les golfeurs étant à dix coups du leader poursuivent le tournoi après le cut.

### Compétition du par 3
Précédant le tournoi, une compétition annuelle sur un parcours de 9 trous composé uniquement de par 3 est organisée le mercredi 9 avril. En 2025, le vainqueur est Nico Echavarría.

### Le tournoi

#### Premier tour
L'Anglais Justin Rose, pour sa vingtième participation au Masters, mène pour la cinquième de sa vie le premier tour du Masters, un record dans cette compétition. Il réalise huit birdies pour terminer avec une carte de 65 soit -7 au par, et surtout une avance de trois coups sur ses plus proches poursuivants. Le tenant du titre et numéro un mondial Scott Scheffler est deuxième ex-aequo avec le Suédois finaliste 2024 Ludvig Åberg et le Canadien Corey Conners, tous trois situés à trois coups du leader.

#### Quatrième tour
Le tournoi se joue au playoff suite à une égalité de score entre le Nord-Irlandais Rory McIlroy et l'Anglais Justin Rose.